# Sutjeska Nikšić
Sutjeska Nikšić ist ein Sportverein im montenegrinischen Nikšić. Verschiedene Sportler des Vereins und insbesondere Mannschaften in verschiedenen Sportarten agieren weitgehend unabhängig voneinander unter dem gemeinsamen Namen und den Farben von Sutjeska, die auch als Plavi (deutsch „Blaue“) bekannt sind. Die Unterstützer und Fans des Vereins werden vor allem im Fußball als die Vojvode gerufen.

## Abteilungen
- FK Sutjeska Nikšić, montenegrinische Fußballmannschaft
- KK Sutjeska Nikšić, montenegrinische Basketballmannschaft
- RK Sutjeska Nikšić, montenegrinische Handballmannschaft